# Cinetus sequester
Cinetus sequester är en stekelart som beskrevs av Nixon 1957. Cinetus sequester ingår i släktet Cinetus, och familjen hyllhornsteklar. Arten är reproducerande i Sverige.